# Kaho Minagawa
Kaho Minagawa (Prefectura de Chiba, Japón, 20 de agosto de 1997) es una gimnasta rítmica japonesa, ganadora de una medalla de bronce en el Campeonato Mundial de Gimnasia Rítmica de 2017 que se celebró en la ciudad italiana de Pésaro, en el ejercicio de aro.